# Mozaiek (kerkgenootschap)
Mozaiek is een groep van evangelische gemeenten in Nederland. De eerste gemeente ontstond op 15 januari 2012 in Veenendaal, mede opgericht door destijds bandleider Kees Kraayenoord: Mozaiek0318, naar het netnummer in Veenendaal. De gemeente groeide van 40 leden in 2012 naar 4.000 in 2019. Dat jaar begon er een tweede Mozaiek-gemeente: Mozaiek033 in Nijkerk, en inmiddels zijn er veertien Mozaiek-gemeentes. De startende gemeenten worden begeleid vanuit Mozaiek0318.

## Karakter
De Mozaiek-gemeenten worden gekenmerkt door een ruime plaats voor aanbiddingsmuziek en het streven naar een eigentijdse uitstraling. Volgens Kraayenoord heeft 'je welkom voelen' te maken heeft met het 'geheim' van zijn kerk. De filosofie van Mozaiek is geënt op die van de Amerikaanse seeker churches: kerken met eigentijdse diensten die zich richten op buitenkerkelijken.
Deze cultuur uit zich ook in het denken over homoseksualiteit. Mensen met een homoseksuele relatie zijn welkom en kunnen meedoen met alle activiteiten, ook in leidinggevende functies. Een zegen op hun huwelijk is echter een stap te ver in Mozaiek.
In februari 2024 volgde een 'aanscherping en verdieping' van de welkom-zoals-je-bent-cultuur. Kraayenoord stelde dat het evangelie door de nadruk op het welkom te vrijblijvend kan worden opgevat. Het woord ‘bekering’ mag volgens hem wel weer meer klinken, en het moet in de kerk ook gaan om het navolgen van Jezus.
Net als in veel andere evangelische gemeenten wordt binnen Mozaiek niet de kinderdoop maar de geloofsdoop gepraktiseerd.
Rond kerstmis 2023 organiseerde de Mozaiek-gemeente in Veenendaal tien diensten. Er waren zeven kerstnachtdiensten en drie diensten op eerste kerstdag. Ze trokken zo’n vijftienduizend mensen. Volgens een recensie in het Nederlands Dagblad was er sprake van een wervelende theaterproductie; een strakke multimediale show die dreef op muziek, een videowand, (samen) zang en een indringende preek. Rond kerst 2024 kwamen hier nog eens twee diensten bij; negen kerstnachtdiensten en drie diensten op eerste kerstdag. Deze werd ook uitgezonden op de Evangelische Omroep.

## Groei
Mozaiek-gemeenten worden wel 'stofzuigerkerken' genoemd: ze zouden weinig nieuwe gelovigen trekken, maar vooral leden van andere kerken opnemen. Deze overloop wordt bevestigd door onderzoek van Miranda Klaver, universitair docent antropologie van religie aan de Vrije Universiteit Amsterdam. Mensen die naar onafhankelijke evangelische kerken (zoals Mozaiek) gaan, zijn volgens haar vaak voor tachtig tot negentig procent afkomstig van andere kerkelijke gemeenten.
Tegengeluid op deze kritiek is dat Mozaiek iets biedt wat andere gemeentes laten liggen en zo antwoorden geeft op de vraag hoe men in deze tijd kerk moet zijn. De oprichter Kees Kraayenoord stelt dat hij Mozaiek niet is begonnen voor teleurgestelde christenen; de belangstelling van die groep ziet hij als 'bijvangst'.

## Concurrentie
In diverse plaatsen in Nederland zijn domeinnamen met daarin de lokale naam van een op te richten Mozaiekgemeente geclaimd door een niet daarmee in verband staande instantie.

## Gemeenten
Mozaiek-gemeenten zijn er in:
- Veenendaal (sinds 2012)
- Nijkerk (sinds 2019)
- Amsterdam (sinds 2021)
- Rijssen (sinds 2021)
- Apeldoorn (sinds 2021)[16]
- Rotterdam (sinds 2022)
- Omgeving Leiden (sinds 2022)
- Middelburg (sinds 2023)[17]
- Steenwijk
- Almere (sinds 2023)
- Drachten
- Dronten
- Hardenberg
- Stadskanaal